# Europamästerskapen i öppet vatten-simning 2025
Europamästerskapen i öppet vatten-simning 2025 hölls mellan den 28 och 31 maj 2025 i Stari Grad i Kroatien. Det var den åttonde upplagan av det separata mästerskapet europamästerskapen i öppet vatten-simning och den totalt 21:a upplagan då europamästerskapen i simsport räknas med.

## Medaljörer

### Herrar
| Gren                 | Guld                           | Guld       | Silver                     | Silver     | Brons                            | Brons      |
| 5 km                 | Gregorio Paltrinieri · Italien | 52.05,79   | Dávid Betlehem · Ungern    | 52.08,27   | Kristóf Rasovszky · Ungern       | 52.13,57   |
| 10 km                | Kristóf Rasovszky · Ungern     | 1:47.23,68 | Logan Fontaine · Frankrike | 1:47.26,05 | Marc-Antoine Olivier · Frankrike | 1:47.26,18 |
| 3 km Knockout Sprint | Kristóf Rasovszky · Ungern     | 5.04,04    | Logan Fontaine · Frankrike | 5.04,66    | Dávid Betlehem · Ungern          | 5.05,20    |

### Damer
| Gren                 | Guld                                | Guld       | Silver                              | Silver     | Brons                     | Brons      |
| 5 km                 | Ginevra Taddeucci · Italien         | 59.51,95   | Viktória Mihályvári-Farkas · Ungern | 59.53,94   | María de Valdés · Spanien | 59.55,03   |
| 10 km                | Viktória Mihályvári-Farkas · Ungern | 1:57.27,54 | Ginevra Taddeucci · Italien         | 1:57.30,35 | Lea Boy · Tyskland        | 1:57.34,38 |
| 3 km Knockout Sprint | Bettina Fábián · Ungern             | 5.19,83    | Paula Otero · Spanien               | 5.23,83    | Lea Boy · Tyskland        | 5.25,22    |

### Mixed
| Gren              | Guld                                                                              | Guld       | Silver                                                                              | Silver     | Brons                                                                   | Brons      |
| Lagtävling (6 km) | Ungern Viktória Mihályvári-Farkas Bettina Fábián Dávid Betlehem Kristóf Rasovszky | 1:03.39,45 | Italien Giulia Gabbrielleschi Ginevra Taddeucci Marcello Guidi Gregorio Paltrinieri | 1:03.41,39 | Frankrike Clémence Coccordano Inès Delacroix Sacha Velly Logan Fontaine | 1:03.41,72 |

## Medaljtabell
*   Värdland ( Kroatien)
| Nr                  | Nation              | Guld | Silver | Brons | Totalt |
| ------------------- | ------------------- | ---- | ------ | ----- | ------ |
| 1                   | Ungern              | 5    | 2      | 2     | 9      |
| 2                   | Italien             | 2    | 2      | 0     | 4      |
| 3                   | Frankrike           | 0    | 2      | 2     | 4      |
| 4                   | Spanien             | 0    | 1      | 1     | 2      |
| 5                   | Tyskland            | 0    | 0      | 2     | 2      |
| Totalt (5 nationer) | Totalt (5 nationer) | 7    | 7      | 7     | 21     |